# Сателіт (фізика)
Сателіт — у спектроскопії — додатковий (звичайно менш інтенсивний) сигнал у спектрі, який супроводжує основну смугу. У спектрі ЯМР сателіти розташовані симетрично відносно основного сигналу. Виникають внаслідок присутності ізотопу, ядро якого має ненульовий спіном, що взаємодіє з досліджуваним ядром.

## Сателіт у рентгенівському спектрі
(англ. X-ray satellite)
Слабка лінія в тій же енергетичній області, що і нормальна лінія рентгенівського випромінення. Більшість цих ліній відповідають переходам у незбуджений стан мультиплетно йонізованого чи збудженого станів і називаються мультиплетно йонізованими супутниками. Лінія, в якій початковий стан має дві вакансії у цій же оболонці, особливо в K-оболонці, називається гіперсателіт. До слабких спектральних проявів в емісії рентгенівських променів приводять: резонансна емісія, радіаційний ефект Отже, магнітний дипольний та електричний квадрупольний переходи та плазмове збудження (в металах). У спектрах атомів з відкритими оболонками (перехідні метали, лантаноїди та актиноїди) спостерігається роздвоєння ліній завдяки електронній взаємодії, що включає ці оболонки.